# No Rest for the Wicked (Computerspiel)
No Rest for the Wicked ist ein Action-Rollenspiel von Moon Studios, das im April 2024 per Early Access für Microsoft Windows veröffentlicht wurde. Eine Veröffentlichung per Early Access ist für PlayStation 5 und Xbox Series nicht vorgesehen, No Rest for the Wicked soll jedoch nach Abschluss der Spieleentwicklung als Komplettversion für genannte Systeme veröffentlicht werden.
Bei der Early-Access-Veröffentlichung beinhaltet No Rest for the Wicked das Eröffnungskapitel, während spätere Updates das Spiel um weitere Storykapitel, Spielmechaniken und Mehrspielermodi ergänzen.

## Gameplay
No Rest for the Wicked ist ein Open World-Action-Rollenspiel, das aus der Vogelperspektive gespielt wird. Zu Beginn des Spiels kann der Spieler seinen eigenen Spielercharakter erstellen. Die Spieler sammeln im Spiel eine Vielzahl von Waffen und die Ausrüstung ist in verschiedene Raritäten unterteilt. Jede Waffe verfügt außerdem über eigene, einzigartige Bewegungssätze und kann mit Runen verstärkt werden, um ihre Kampffähigkeiten weiter zu steigern. Das Gameplay ist Soulslike; jede Bewegung im Kampf verbraucht Ausdauer. Die vom Spielercharakter getragene Rüstung wirkt sich auch auf das Bewegungsmuster des Spielers aus. Beispielsweise sind Spieler, die eine leichte Rüstung tragen, agiler als solche mit einer Schweren. Der Spieler hat mit dem sogenannten „Soft-Class“-System die Möglichkeit, verschiedene Spielstile auszuprobieren.
Spieler können ihr eigenes Haus in der Stadt Sacrament kaufen und dekorieren. In der Wildnis gesammelte Ressourcen können verwendet werden, um neue Ausrüstung oder Möbel für das Haus herzustellen oder sie in die Verbesserung der Heimatstadt zu investieren.
Das Spiel soll in zukünftigen Updates sowohl einen Koop-Modus für bis zu vier Spieler als auch einen Player-versus-Player-Mehrspielermodus erhalten.

## Handlung
Das Spiel spielt im Jahr 841. Der Spieler übernimmt die Kontrolle über einen Cerim, eine Gruppe heiliger Krieger mit magischen Fähigkeiten. Sie müssen die „Pestilenz“ beseitigen, eine Seuche, die die Einheimischen von Isola Sacra in gefährliche und geistlose Monster verwandelt hat. Unterwegs geraten die Cerim in politische Konflikte zwischen den Herrschern des Königreichs und den Rebellen, die es stürzen wollen.

## Entwicklung
Als das Spiel im Dezember 2023 angekündigt wurde, gab Gennadiy Korol, Mitbegründer von Moon Studios, bekannt, dass sich das Spiel bereits sechs Jahren in Entwicklung befindet. Das Studio begann nach der Veröffentlichung von Ori and the Blind Forest: Definitive Edition mit der Projektentwicklung. Da das Studio eigenen Angaben zufolg jedoch noch nicht „bereit war, sich mit Online-Multiplayer, PvP und einem vollwertigen Rollenspiel in 3D auseinanderzusetzen“, arbeitete vorerst ausschließlich eine kleine Gruppe weiter an der Entwicklung von No Rest for the Wicked, während der Großteil des Studios mit der Entwicklung von Ori and the Will of the Wisps beschäftigt war. Konzepte aus den Ori-Spielen, wie zum Beispiel die miteinander verbundenen Welten, wurden in dieses Spiel übernommen. Im Gegensatz zu den Ori-Spielen, die mit Unity erstellt wurden, wurde No Rest for the Wicked mit einer hauseigenen Spiel-Engine erstellt.
Die Optik des Spiels wurde so gestaltet, dass sie der eines Gemäldes ähnelt. Das Team hat bewusst darauf verzichtet, für das Spiel eine fotorealistische Grafik zu verwenden, weil es der Meinung war, dass dies die Identität des Spiels verwässern könnte, und hat auf die Verwendung eines Cel-Shading-Grafikstils verzichtet, da das Team wollte, dass das Spiel detailliert und „immersiv“ ist. Das Lied von Eis und Feuer und Shakespeare-Geschichten dienten als Inspiration für die Handlung, für Lore und die Erschaffung der Welt. Mit No Rest of the Wicked beabsichtigte Moon Studios von der Entwicklung von „kleineren, allegorischen“ Geschichten aus den Ori-Spielen zur Schaffung einer „epischen Fantasy-Saga“ mit NPCs überzugehen, die ihre eigenen Handlungsstränge und Konflikte haben.
Private Division, eine Abteilung von Take-Two Interactive, die sich auf die Veröffentlichung von Videospielen kleinerer Entwickler spezialisiert hat, gab im Juli 2020 bekannt, dass sie bei der Entwicklung ihres nächsten Spiels mit Moon Studios zusammengearbeitet hat. No Rest of the Wicked wurde bei den The Game Awards im Dezember 2023 vorgestellt.
Wenige Tage vor Beginn der Early-Access-Phase wurde ein Trailer zum Spiel veröffentlicht.

## Rezeption
IGN sah großes Potential in der Early-Access-Version, merkte aber auch an, dass die Entwickler bis zur Vollversion noch viel Arbeit vor sich hätten. Das deutschsprachige Onlinemagazin 4P gab zum Early-Access-Release eine Kaufwarnung heraus. Erst nach zwei Wochen und Überarbeitung durch den Entwickler veröffentlichte man einen vollwertigen Test. Das bis dahin erste Kapitel des Spiels habe zu dem Zeitpunkt etwa 10 bis 20 Stunden Spielzeit geboten. Gelobt wurden die Grafik, die Spielwelt und die herausfordernden Kämpfe, wobei letztere teils langatmig und frustrierend sein können. Auch der Survival-Teil wurde ambivalent gesehen, da er für manche Spieler eine sinnvolle Ergänzung sein könne, während der Ressourcenabbau für andere das Gameplay verwässere.

„Wer beinharte Herausforderungen und eine fantastische Grafik sucht, der wird bei No Rest for the Wicked schon jetzt fündig. Noch ist das Spiel aber aufgrund des Early Access nicht vollständig.“